# Michel Houellebecq
Michel Thomas (sinh ngày 26 Tháng 2, 1958 hoặc năm 1956), nổi tiếng với bút danh Michel Houellebecq, là một nhà văn, nhà thơ, nhà phê bình người Pháp. Từ cuối những năm 1990, ông trở thành một trong số tác giả đương đại viết bằng tiếng Pháp nổi tiếng nhất trên thế giới.
Song song với những hoạt động văn chương, ông còn được biết đến với vai trò là ca sĩ, đạo diễn và diễn viên thông qua hai bộ phim ra mắt vào năm 2014 là L'Enlèvement de Michel Houellebecq và Near Death Experience. Ông bắt đầu được biết đến với tiểu thuyết đầu tay Mở rộng phạm vi đấu tranh (Extension du domaine de la lutte) năm 1994, đặc biệt là tác phẩm "Những hạt cơ bản" (Les particules élémentaires) vào năm 1998 đã đem ông tới đông đảo độc giả. Cuốn này, cùng với tiểu thuyết kế đó, Nền tảng (Plateforme) vào năm 2001 được xem là những tác phẩm tiên phong của văn học tiếng Pháp trong việc mô tả sắc bén mà không kém phần hài hước về những thiếu thốn tình cảm và tình dục của con người phương Tây thập niên 1990, 2000. Là một tác giả gây nhiều tranh cãi, ông đã nhiều lần hụt Giải Goncourt cho đến khi được vinh danh giải này năm 2010 với tiểu thuyết gần đây nhất, "Bản đồ và lãnh thổ" (La Carte et le Territoire).

## Tiểu sử
Là con trai của bà Lucie Ceccaldi - bác sĩ gây mê người Pháp gốc Algeria, và ông René Thomas - hướng dẫn viên trượt tuyết và leo núi, Houellebecq sinh ra ở đảo Réunion Pháp. Ông sống với bà ngoại ở Algeria từ năm tháng tuổi cho đến năm 1961. Sớm bị cha mẹ bỏ mặc, năm 6 tuổi ông được gửi sang Pháp để sống với bà nội, một người cộng sản, trong khi mẹ của ông chuyển qua lối sống hippie. Tên thời con gái của bà nội của ông là Houellebecq, đã được ông lấy làm bút danh của mình.
Ông học nội trú ở trung học Henri Moissan, thành phố Meaux, rồi theo các lớp dự bị của trường sư phạm ở trung học Chaptal tại Paris. Năm 1975, ông vào học tại Viện nông học Quốc gia Paris-Grignon. Lúc ở viện khoa học & công nghiệp & môi trường sống, Houellebecq lập tờ tạp chí văn học Karamazov, viết vài bài thơ và dựng một bộ phim có nhan đề "Những mảnh vỡ đau khổ". Năm 1978, ông nhận bằng tốt nghiệp chuyên ngành tăng cường môi trường tự nhiên và sinh thái.
Sau đó, Houellebecq ghi danh học quay phim tại trường điện ảnh Louis-Lumière. Nhưng ông chưa kịp nhận bằng tốt nghiệp thì đã bỏ học. Năm đó, con trai ông, Etienne ra đời. Không lâu sau ông rơi vào cảnh thất nghiệp và suy sụp vì cuộc hôn nhân tan vỡ.

## Tác phẩm
- HP Lovecraft, contre le monde, contre la vie 1991
- Rester vivant, méthode 1991
- La Poursuite du bonheur 1992
- Extension du domaine de la lutte
- Le Sens du combat 1996
- Les Particules élémentaires 1998
- Interventions 1998
- HP Lovecraft réédition 1999
- Renaissance 1999
- Rester vivant & autres textes 1999
- Poésies 2000
- Lanzarote 2000
- Platform (Platforme) 2001
- Lanzarote et autres textes 2002
- La Révolution froide 2004
- La possibilité d'une île 2005
- La carte et le territoire 2010